# Селецкий замок
Селецкий замок (пол. Zamek Sielecki) — замок, расположенный на левом берегу реки Черная Пшемша в городе Сосновце Силезского воеводства в Польше. Замок, история которой уходит в позднее средневековье, является самым старым зданием города.

## История
До недавнего времени считалось, что замок был построен в 1620 году, но благодаря археологическим раскопкам и архивным исследованиям удалось выяснить, что он, вероятно, был основан в XV веке.
Первое упоминание об оборонительном объекте в Сельце приходится на 1403 год. О существовании здесь укреплений упоминалось также в 1430 году. В 1465 году владельцем укреплений стал королевский придворный Якуб Дух из Дембна.
В 1567 году владельцем Сельца стал Валенты Минор.
В 1620 году Себастиан Минор герба Пулкозиц завершил строительство нового замка на плане четырехугольника с двором в центре. Вид замка того периода представлен в инвентарях 1665 и 1719 годов. После Миноров хозяевами Сельца были Моджеевские и Менгоборские. В правление короля Станислава Августа Понятовского замок принадлежал полковнику Михалу Жулиньскому, а затем придворному камергеру Иордану Стоевскому, который в 1802 году продал замок прусскому генералу Кристиану Людвигу Шиммельпфеннигу фон дер Ойе. После его смерти в 1812 году, его вдова продала замок в 1814 году пщинскому князю Людвику Анхальт-Кётену фон Плессу. В 1824 году замок сгорел, впоследствии князь решил его восстановить. В 1856 году здание приобрел металлургический предприниматель Андреас фон Ренард, род которого и связанная с ним фирма владели замком вплоть до Второй мировой войны. В то время здесь были обустроены офисные помещения. Во времена Ренардов замок был перестроен, в частности, было снесено восточное крыло и заполнен ров.
В 1977 году замок был передан предприятию по изготовлению хозяйственного стекла «Витропол», здесь был устроен музей и выставка польского стекла. В течение 1977—1980 годов был осуществлен генеральный ремонт замка. В 1981—1995 годах здесь находился Музей современного стекла.
В 1994 году замок, который находился в довольно запущенном состоянии, перешел во владение города Сосновца, был начат его ремонт. В наше время в замке размещается художественный центр, который принимает активное участие в культурной жизни города, организуя выставки, концерты и различные культурные события.

## Архитектура
Замок был построен из известкового камня и кирпича в 1620 году, возможно с использованием более ранней застройки. Это был комплекс из четырех крыльев с угловыми башнями. После пожара 1824 года замок был восстановлен в 1832 году. В результате очередной перестройки было разобрано восточное крыло с въездными воротами, также засыпали ров. Несмотря на эти изменения, об оригинальном оборонительном характере замка свидетельствует его форма, четыре угловые башни и ризалит на продолжениях боковых крыльев. В наше время это здание с тремя крыльями и открытым двором.

## Галерея

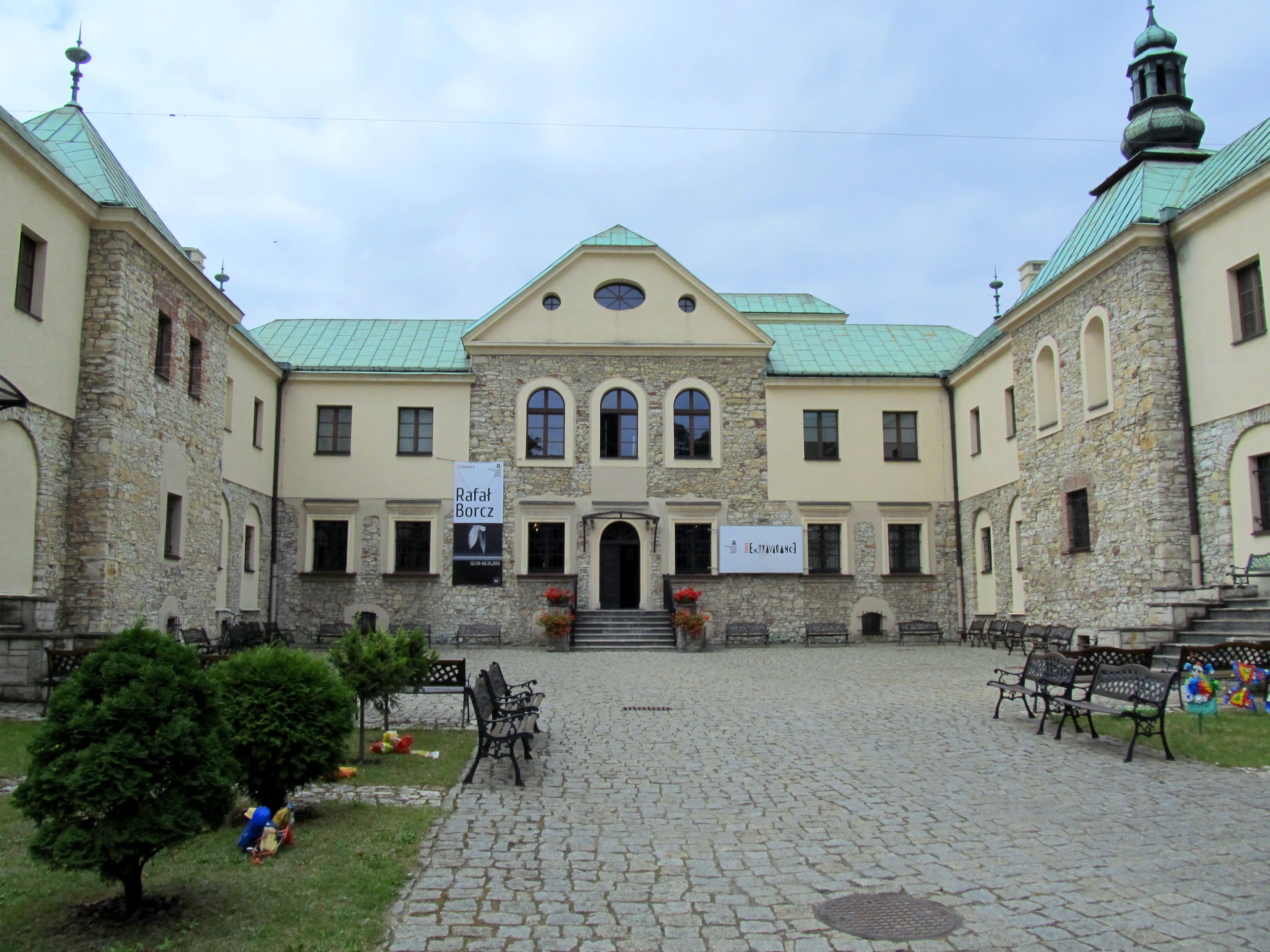
Двор замка
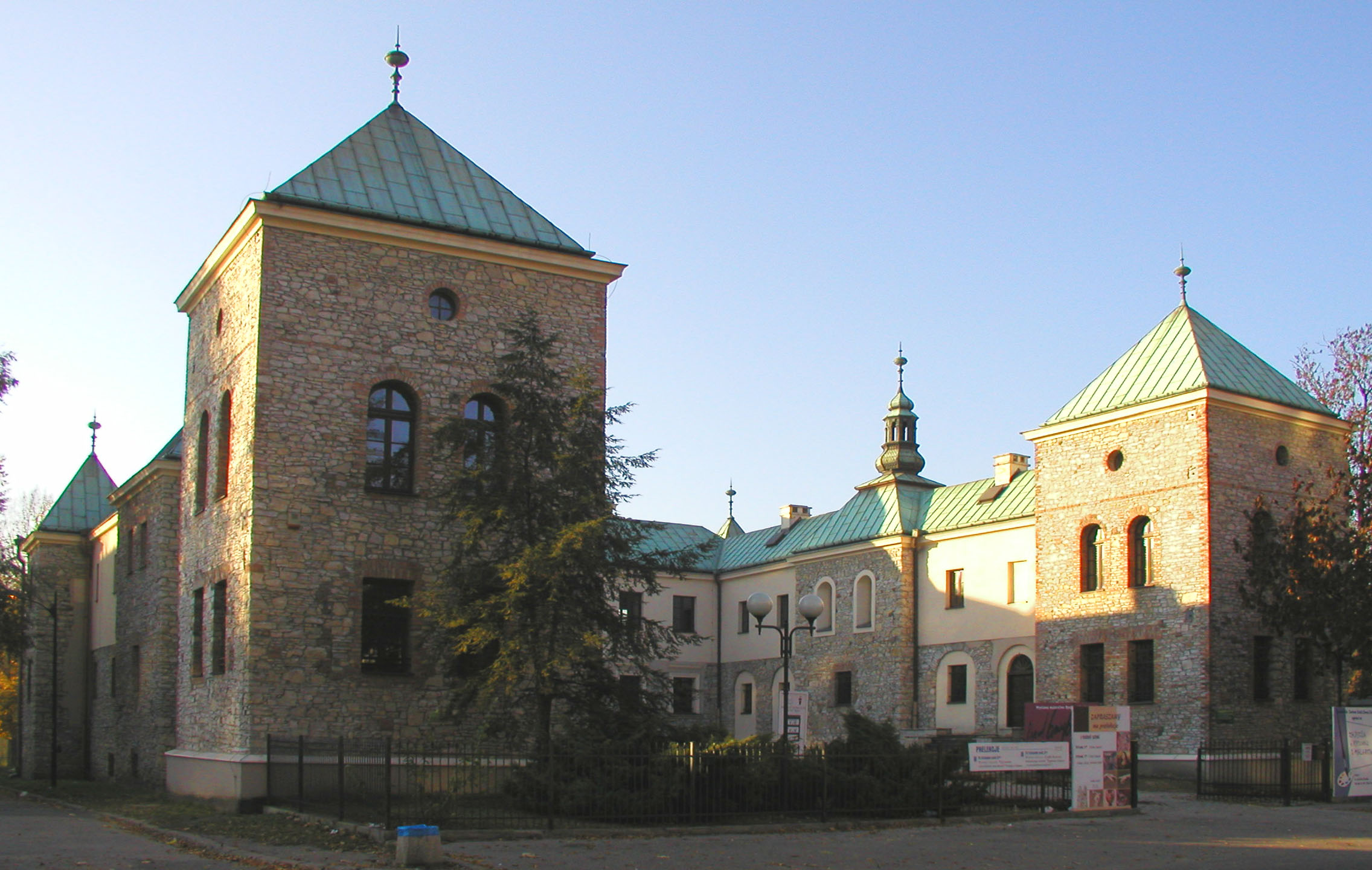
Вид замка
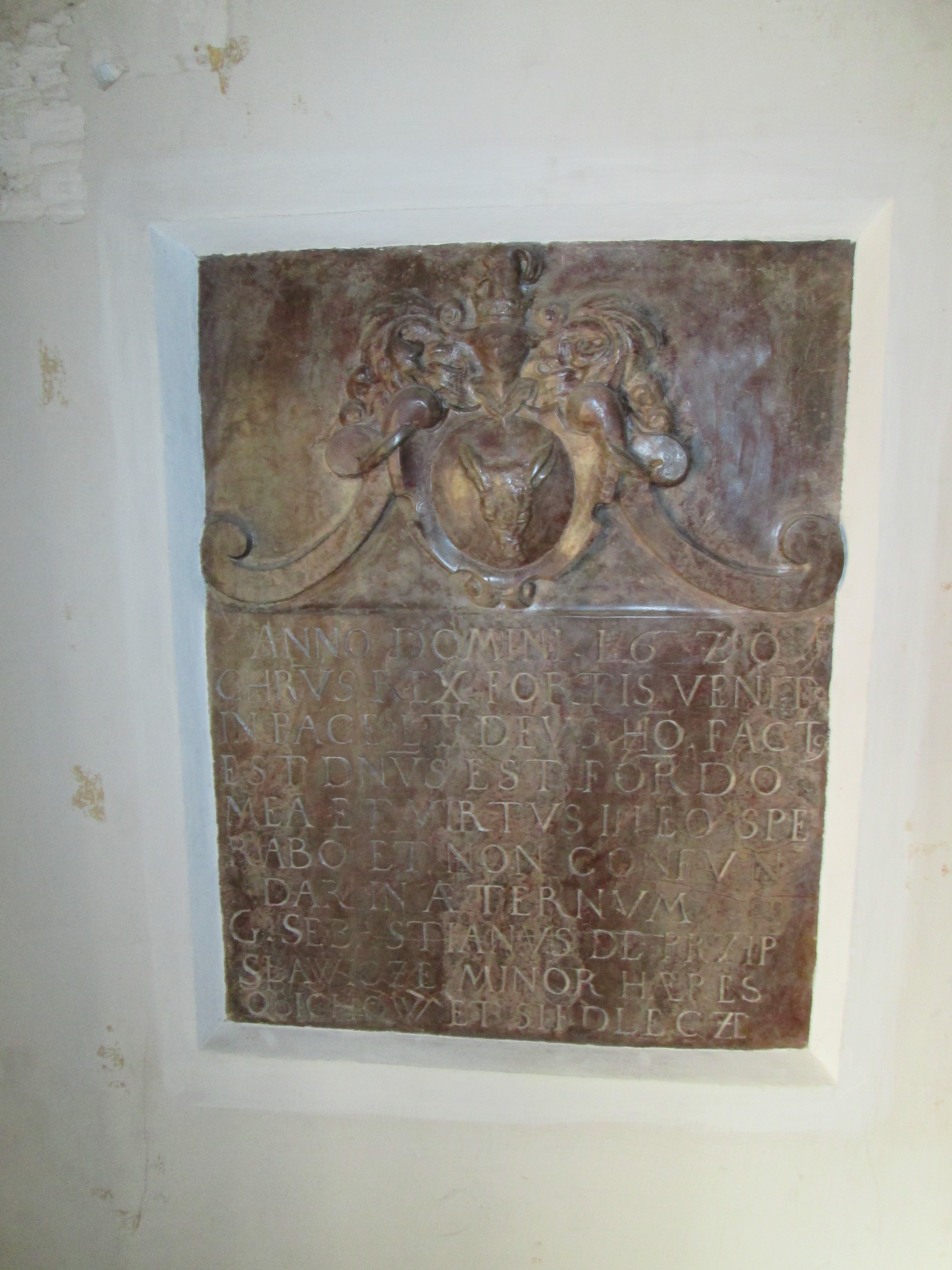
Мемориальная доска 1620 года